# Rudolf Maister
Rudolf Maister (pseudonyme : Vojanov), né le 29 mars 1874 à Kamnik (Carniole) et mort le 26 juillet 1934 à Unec, est un militaire slovène de l'armée commune austro-hongroise puis de l'armée royale yougoslave, et également un poète et peintre. 

## Biographie
Né à Kamnik en Haute-Carniole, Maister, fils d'un percepteur a Ptuj, est issu d'une famille germanophone. En tant que jeune homme, néanmoins, il s’identifiait lui-même comme appartenant à la culture slovène. Il entreprit une carrière d'officier au service de l'armée commune, l'une des composantes de l'armée de terre austro-hongroise.
Il participa à la Première Guerre mondiale ayant le grade de major et en tant que commandant d'un régiment du Landsturm à Maribor en Styrie. Vers la fin de la guerre, après que le conseil municipal de Maribor a proclamé le rattachement de la ville à la république d'Autriche allemande le 20 octobre 1918, il crée une brigade de volontaires qui se met au service du nouvel État des Slovènes, Croates et Serbes et assurait l'autorité. Promu général par le conseil national des Slovènes à Ljubljana, il a reddition des insurgés[Quoi ?] aux forces armées le 23 novembre.